# Susanne Gottschalk
Susanne Gottschalk (Uppsala, 25 marzo 1963) è un'ex cestista svedese.

## Carriera
Con la Svezia ha disputato i Campionati europei del 1981.